# Малаховское сельское поселение (Тульская область)
Мала́ховское муниципа́льное образова́ние — сельское поселение в Заокском районе Тульской области Российской Федерации.
Административный центр — деревня Малахово.

## История
Статус и границы сельского поселения установлены законом Тульской области от 3 марта 2005 года № 536-ЗТО «О переименовании муниципального образования Заокский район Тульской области Российской Федерации, установлении границ, наделении статусом и определении административных центров муниципальных образований на территории Заокского района Тульской области»

## Население
| 2010  | 2012  | 2013  | 2014  | 2015  | 2016  | 2017  |
| ----- | ----- | ----- | ----- | ----- | ----- | ----- |
| 4700  | ↗4909 | ↘4741 | ↗4749 | ↘4701 | ↘4627 | ↘4559 |
| 2018  | 2019  | 2020  | 2021  |       |       |       |
| ↘4449 | ↗4473 | ↘4457 | ↗6922 |       |       |       |

## Состав сельского поселения
| №  | Населённый пункт | Тип населённого пункта          | Население | Сельский округ |
| -- | ---------------- | ------------------------------- | --------- | -------------- |
| 1  | Азаровка         | деревня                         | ↗17       | Малаховский    |
| 2  | Болотово         | деревня                         | ↘32       | Русятинский    |
| 3  | Верхнее Романово | деревня                         | 59        | Романовский    |
| 4  | Вишенки          | деревня                         | 59        | Малаховский    |
| 5  | Галкино          | деревня                         | 8         | Малаховский    |
| 6  | Гибкино          | деревня                         | 21        | Малаховский    |
| 7  | Дворяниново      | деревня                         | 32        | Русятинский    |
| 8  | Дятлово          | деревня                         | 10        | Малаховский    |
| 9  | Злобино          | деревня                         | 15        | Русятинский    |
| 10 | Карпищево        | деревня                         | 69        | Романовский    |
| 11 | Костино          | деревня                         | 23        | Романовский    |
| 12 | Крюково          | деревня                         | 44        | Малаховский    |
| 13 | Малахово         | деревня, административный центр | ↗1032     | Малаховский    |
| 14 | Матюшино         | деревня                         | 16        | Русятинский    |
| 15 | Маяк             | посёлок                         | ↗308      | Романовский    |
| 16 | Мышенки          | деревня                         | 62        | Малаховский    |
| 17 | Нижнее Романово  | деревня                         | 14        | Романовский    |
| 18 | Нижняя Городня   | деревня                         | 17        | Малаховский    |
| 19 | Новая Деревня    | деревня                         | 24        | Русятинский    |
| 20 | Новоселки        | деревня                         | ↗94       | Малаховский    |
| 21 | Панькино         | деревня                         | 65        | Романовский    |
| 22 | Паршино          | деревня                         | 42        | Романовский    |
| 23 | Покровское       | село                            | ↗28       | Малаховский    |
| 24 | Приокская        | посёлок железнодорожной станции | 36        | Романовский    |
| 25 | Приокский        | посёлок                         | 71        | Романовский    |
| 26 | Прокшино         | деревня                         | ↗106      | Романовский    |
| 27 | Рождествено      | деревня                         | 18        | Малаховский    |
| 28 | Русятино         | деревня                         | ↗626      | Русятинский    |
| 29 | Савино           | деревня                         | ↘28       | Русятинский    |
| 30 | Свинская         | деревня                         | 69        | Романовский    |
| 31 | Сенино           | деревня                         | 9         | Малаховский    |
| 32 | Сосновый         | посёлок                         | ↗1346     | Романовский    |
| 33 | Терехово         | деревня                         | 5         | Русятинский    |
| 34 | Федино           | деревня                         | 6         | Малаховский    |
| 35 | Чегодаево        | деревня                         | 24        | Малаховский    |
| 36 | Ченцово          | деревня                         | ↗8        | Русятинский    |
| 37 | Яковлево         | село                            | ↗254      | Романовский    |
| 38 | Яковлевский      | посёлок                         | 1         | Малаховский    |
| 39 | Ярославцево      | деревня                         | 2         | Русятинский    |

## Достопримечательности
- Музей-усадьба А. Т. Болотова в деревне Дворяниново.
- Музей В. Ф. Руднева.

## Персоналии, связанные с поселением
- Болотов, Андрей Тимофеевич (1738—1833) — учёный-агроном, писатель-мемуарист. Похоронен на кладбище в деревне Русятино.
- Руднев, Всеволод Фёдорович (1855—1913) — командир крейсера «Варяг». После выхода в отставку жил в своей усадьбе в деревне Мышенки. Похоронен на кладбище при Казанской церкви села Савино.